# فهد هدل
فهد هدل الشمري لاعب كرة قدم سعودي يلعب في نادي العلمين.

## مسيرة اللاعب
لعب في نادي القيصومة ونادي الباطن ونادي الجبيل ونادي العلمين.

## روابط خارجية
- فهد هدل على موقع Soccerway.com (الإنجليزية)